# Grauschimmelfäule
Die Grauschimmelfäule, auch Graufäule und Grauschimmel, ist eine Pflanzenkrankheit, die durch den Schimmelpilz Botrytis cinerea (Syn.: Botryotinia fuckeliana) verursacht wird. Er ist der einzige generalistische Parasit der biologischen Gattung Botrytis, der als Pflanzenschädling über 235 Wirtspflanzen befällt. Besondere Bedeutung hat der Schimmelpilz im Weinbau, wo er die Edelfäule und die Rohfäule auslöst. Er wird deswegen auch Edelfäulepilz genannt.

## Beschreibung
Das Myzel ist gräulich oder bräunlich. Die Träger der Konidien sind septiert und mehr oder weniger verzweigt. Die Sporen sitzen an den Zweigenden. Durch reichliche Bildung von Konidien wird ein grauer bis schwärzlicher, häufig staubender Pilzrasen ausgebildet. Die Konidien werden etwa neun bis zwölf Mikrometer lang und zwischen sechs und zehn Mikrometer breit.
Sehr selten werden in oder an Pflanzenteilen schwarze, innen weiße, Sklerotien ausgebildet, aus denen dann ein gestielter, kelch-, becher- oder schüsselförmiger Apothecium genannter Fruchtkörper entspringt. Hier werden die Ascosporen ausgebildet.

## Ökologie
Wie alle Botrytis-Arten lebt der Grauschimmelpilz als Parasit, dabei induziert sie die Apoptose der befallenen Zellen im befallenen Gewebe der infizierten Pflanzen. Dies führt zum fortschreitenden Zerfall des Gewebes (Fäule). Bei jungen Trauben wirkt sich der Befall dabei necrotroph aus, bei älteren Trauben dagegen biotroph – der Parasit erzeugt Löcher in der Beerenhaut, sodass Wasser verdunstet und die Zuckerkonzentration ansteigt. Alle anderen Arten der Gattung sind dabei auf einen oder wenige Wirte spezialisiert, nur die Grauschimmelfäule kann als Generalist mehr als 235 Wirtspflanzen befallen.
Die Art kann sich sexuell fortpflanzen, tut dies aber nur sehr selten. Die Konidien werden über den Wind verbreitet. Die Pilze überwintern als Mycel im Boden innerhalb der faulenden Pflanze, oder bei generativer Vermehrung als Sklerotien.

## Botrytisund der Mensch
Die Grauschimmelfäule ist ein bedeutendes Phytopathogen, das große Schäden an wichtigen Agrarerzeugnissen verursacht. Der Pilz kann chemisch mit Fungiziden wie Fenhexamid, Pyrimethanil, Boscalid, Cyprodinil, Fludioxonil, Dichlofluanid, Carboxamiden (Vinclozolin, Iprodion, Procymidon) und Folpet bekämpft werden. Gut gegen Botrytis wirksame Mittel werden auch Botrytizide genannt.
Für die menschliche Gesundheit stellt die Grauschimmelfäule vor allem durch ihr hohes allergenes Potenzial eine Gefährdung dar.

### Botrytisim Erdbeeranbau
Der wichtigste pilzliche Schädling im Erdbeeranbau ist Botrytis. Gegen die Strobilurine, Fenhexamid, Boscalid, Cyprodinil und Fludioxonil entwickeln sich jedoch zunehmend Resistenzen. Nur der neue Wirkstoff Fluopyram ist bisher weniger betroffen. Um die schwächer werdenden Pflanzenschutzmittel vor starkem Befallsdruck zu schützen, wird empfohlen
1. nicht übermäßig Stickstoff zu düngen (max. 40–80 kg/ha)
2. Blattnässe durch Tröpfchen- statt Überkronenbewässerung zu verringern
3. befallene Früchte auszupflücken[4]

### Botrytisim Weinbau

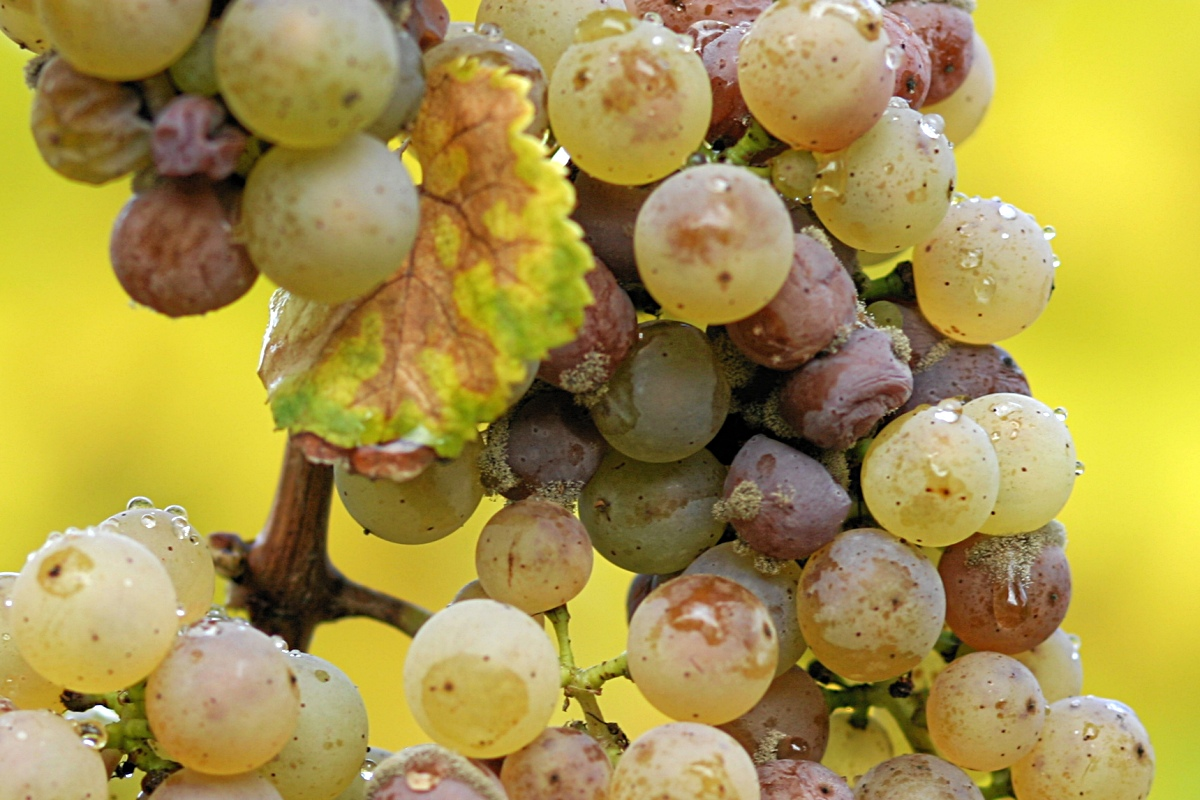
Grauschimmelfäule als Edelfäule auf Riesling-Weinbeeren.

Im Weinbau kann sein Auftreten große Schäden verursachen. Auf unreifen Weinbeeren ruft er die gefürchtete Rohfäule hervor. Die befallenen Trauben werden dann nicht mehr reif und sind für die Weinherstellung unbrauchbar.
Wenn sich die Grauschimmelfäule jedoch bei trockenem, warmem Herbstwetter auf voll ausgereiften Traubenbeeren entwickelt, so kann sie sich durchaus positiv auswirken. Der Pilz perforiert die Beerenhaut und erhöht deren Wasserdurchlässigkeit (Wasserpermeabilität), was die Verdunstung von Wasser begünstigt, während die restlichen Inhaltsstoffe der Traube zurückbleiben. In der Traube steigt dabei nicht nur die Konzentration an Zucker, sondern insbesondere auch die der charakteristischen traubeneigenen Geschmacks- bzw. Aromastoffe. Dies führt zu einer erheblichen Steigerung der Qualität des Weines, man spricht daher auch von Edelfäule. Dies ist jedoch nur bei bestimmten Rebsorten der Fall. Bei Roten Sorten wie beispielsweise Spätburgunder wird durch die vom Pilz betriebene Zerstörung der Beerenhaut die Färbung des Weins beeinträchtigt.
Für die Sektherstellung wird üblicherweise Wein von Trauben verwendet, die nur in geringem Umfang von Botrytis befallen waren.